# 新鲍里索夫卡

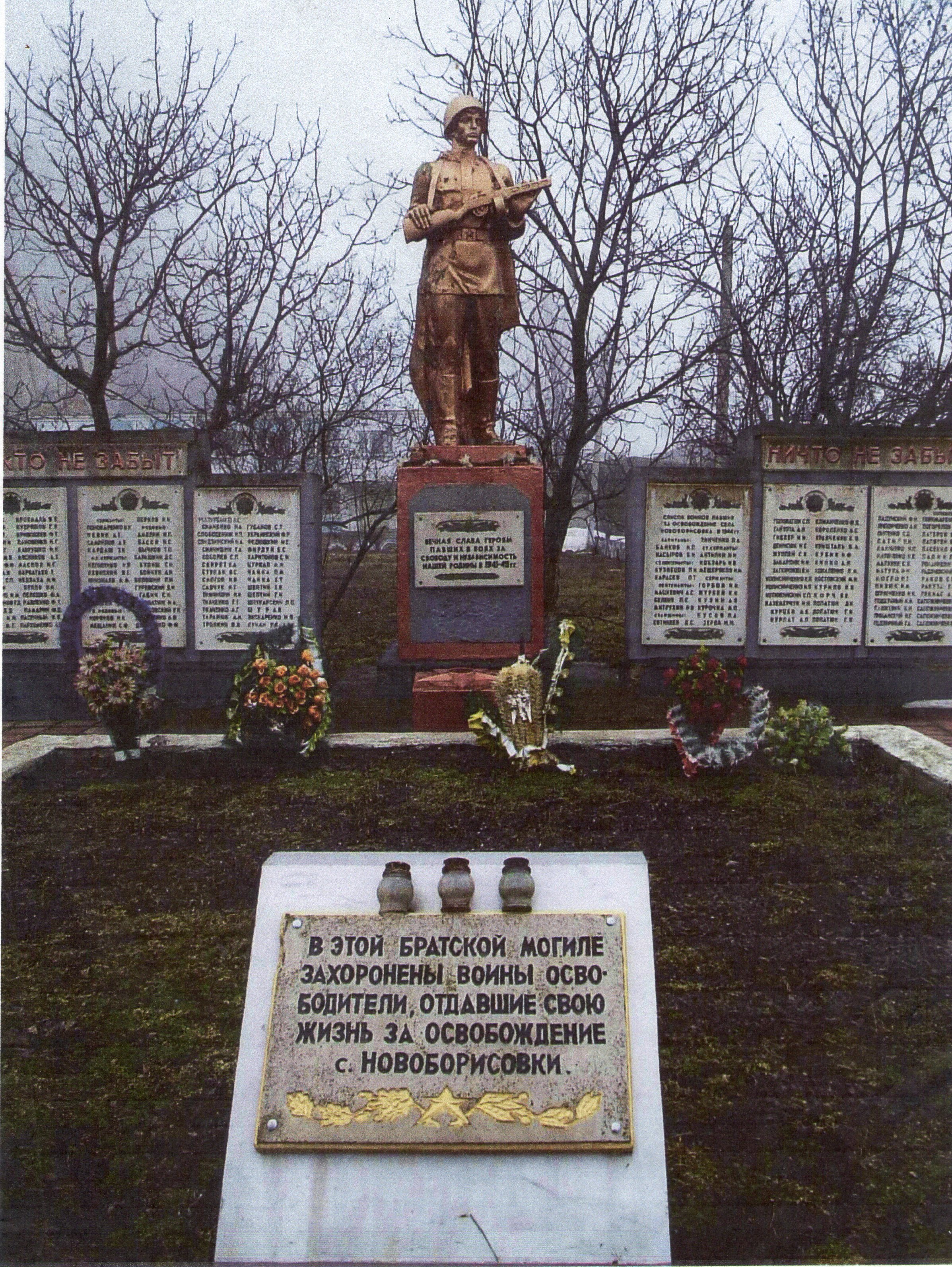
苏联烈士墓

47°6′0″N 29°59′32″E / 47.10000°N 29.99222°E
新鲍里索夫卡是位於烏克蘭西南部的村莊，由敖德萨州羅茲迪利納區的新博里西夫卡市鎮負責管轄，並為該市鎮的行政中心。該村始建於1892年，面積2.23平方公里，海拔高度168米，2001年人口2,277，人口密度每平方公里1,022.45人。